# Каптурниця буро-сіра
Каптурниця буро-сіра (Shargacucullia lychnitis) — вид метеликів-совок підродини Cuculliinae, поширених у Палеарктиці. Гусінь розвивається на рослинах родини ранникових. Звичайний вид в Україні.
Розмах крил метелика складає 3,4 — 4,4 см.

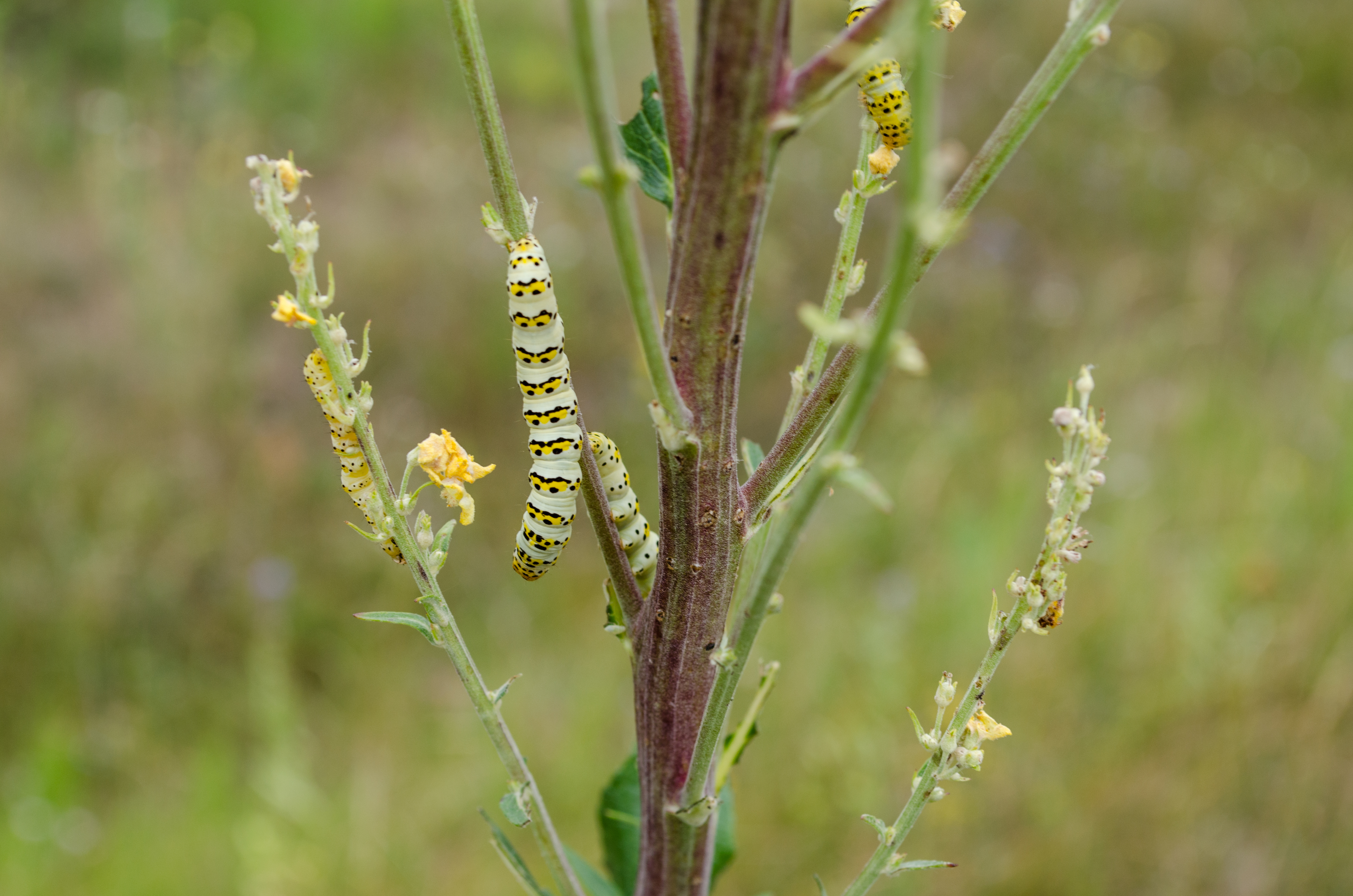
Гусінь каптурниці на пагоні дивини

Гусінь живиться на різних видах дивини та раннику, зокрема на дивині волотистій та дивині чорній. За рік розвивається одне покоління.
Метелики активні з травня по липень, їх можна зустріти на відкритих місцевостях на кшталт луків, степових ділянок, узлісся, лісових галявин, а також у садах, парках, лісосмугах.
Кількість метеликів у багатьох країнах Західної і Центральної Європи знизилася через зникнення відкритих ділянок з кормовими рослинами У Великій Британії — зникаючий вид, який є пріоритетним для охорони в рамках Плану дій щодо біорізноманіття